# Campeonato Nacional Republiki Zielonego Przylądka
Campeonato Nacional jest najwyższą piłkarską klasą rozgrywkową w Republice Zielonego Przylądka. Liga powstała w 1976 roku.

## Mistrzowie

### Przed uzyskaniem niepodległości
- 1953: Académica Mindelo
- 1954: nie rozgrywano
- 1955: nie rozgrywano
- 1956: CS Mindelense
- 1957: nie rozgrywano
- 1958: nie rozgrywano
- 1959: nie rozgrywano
- 1960: CS Mindelense
- 1961: Sporting Praia
- 1962: CS Mindelense
- 1963: Boavista Praia
- 1964: nie rozgrywano
- 1965: Académica Praia
- 1966: CS Mindelense
- 1967: Académica Mindelo
- 1968: CS Mindelense
- 1969: Sporting Praia
- 1970: nie rozgrywano
- 1971: CS Mindelense
- 1972: CD Travadores
- 1973: Castilho Mindelo
- 1974: Sporting Praia

### Po uzyskaniu niepodległości
- 1975: nie rozgrywano
- 1976: CS Mindelense
- 1977: CS Mindelense
- 1978: nie rozgrywano
- 1979: nie rozgrywano
- 1980: Botafogo São Filipe
- 1981: CS Mindelense
- 1982: nie rozgrywano
- 1983: Académico Sal Rei
- 1984: Derby Mindelo
- 1985: Sporting Praia
- 1986: nie rozgrywano
- 1987: Boavista Praia
- 1988: CS Mindelense
- 1989: Académica Mindelo
- 1990: CS Mindelense
- 1991: Sporting Praia
- 1992: CS Mindelense
- 1993: Académica Espargos
- 1994: CD Travadores
- 1995: Boavista Praia
- 1996: CD Travadores
- 1997: Sporting Praia
- 1998: CS Mindelense
- 1999: GD Amarantes
- 2000: Derby Mindelo
- 2001: Onze Unidos
- 2002: Sporting Praia
- 2003: Académico do Aeroporto
- 2004: Sal Rei FC
- 2005: Derby Mindelo
- 2006: Sporting Praia
- 2007: Sporting Praia
- 2008: Sporting Praia
- 2009: Sporting Praia
- 2010: Boavista Praia
- 2011: CS Mindelense
- 2012: Sporting Praia

## Podsumowanie
| Klub                   | Liczba tytułów | Ostatni tytuł |
| ---------------------- | -------------- | ------------- |
| Sporting Praia         | 9              | 2012          |
| CS Mindelense          | 8              | 2011          |
| Derby Mindelo          | 3              | 2005          |
| Boavista Praia         | 3              | 2010          |
| CD Travadores          | 2              | 1996          |
| Académica Mindelo      | 1              | 1989          |
| Académico Sal Rei      | 1              | 1983          |
| Académico do Aeroporto | 1              | 2003          |
| Académica Espargos     | 1              | 1993          |
| GD Amarantes           | 1              | 1999          |
| Botafogo São Filipe    | 1              | 1980          |
| Onze Unidos            | 1              | 2001          |